# Sonderwaffenlager Stolzenhain
Das Sonderwaffenlager Stolzenhain, auch als Sonderwaffenlager Linda bezeichnet, lag bei Stolzenhain, Stadt Schönewalde im heutigen Landkreis Elbe-Elster, Brandenburg. Es war ein Sonderwaffenlager der Gruppe der Sowjetischen Streitkräfte in Deutschland für Kernwaffen. Es wurde von Mai 1967 bis Dezember 1968 errichtet. Zur Anlage zählten zwei baugleiche monolithische Lagerbunker, ein Umschlagraum, Kfz-Halle, Dienstgebäude, Unterkunftsgebäude, Wachgebäude und zwei Wachbunker. In den beiden Lagerbunkern wurden bis zu 200 nukleare Gefechtsköpfe aufbewahrt. Das Lager war neben dem Sonderwaffenlager Himmelpfort eines der beiden zentralen Kernsprengkopflager der sowjetischen Streitkräfte, deren Inhalt dafür vorgesehen war, ihn im Bedarfsfall an die Raketentruppen der NVA zu übergeben. Die Nuklearwaffen im Sonderwaffenlager Stolzenhain waren der 3. Armee der NVA (südliche DDR) zugeordnet. Die Räumung erfolgte 1990.
Etwa elf Kilometer südlich befindet sich der Fliegerhorst Holzdorf.